# Velika nagrada Nemčije 1938
Velika nagrada Nemčije 1938 je bila druga dirka Evropskega avtomobilističnega prvenstva v sezoni 1938. Potekala je 24. julija 1938 na znamenitem dirkališču Nürburgring-Nordschleife. Pred okoli 400.000 gledalci je s časom 3:51:46,1 zmagal britanski dirkač Richard Seaman z Mercedes-Benzom W154, za katerega je to ena največjih zmag v karieri, drugo mesto sta z dobrimi štirimi minutami zaostanka osvojila skupaj Rudolf Caracciola in Hermann Lang v enakem dirkalniku kot zmagovalec, tretji pa je bil Hans Stuck z dirkalnikom Auto Union Typ D že skoraj z devetimi minutami zaostanka za zmagovalcem. 

## Poročilo

### Pred dirko
Sezona 1938 je bila prva pod novimi pravili, ki so dovoljevani 3,0L super kompresijske motorje oziroma 4,0L atmosferske motorje. Na dirkah so običajno nastopali dirkalniki s prostorninami motorjev vse od 666 cm³ do 4500 cm³, toda le dirkalnika nemških moštev s super kompresijskim 3,0L dvanajst cilindričnim motorjem, Mercedes-Benz in Auto Union, sta imela realne možnosti za zmago, kljub zaradi moči motorja veliki porabi goriva in močnem obrabljanju pnevmatik. Do enajste dirke za Veliko nagrado Nemčije, se je Mercedes že uveljavil kot dominantno moštvo sezone. Auto Union, demoraliziran po smrtni nesreči njihovega zvezdnika Bernda Rosemeyerja v poskusu postavitve kopenskega hitrostnega rekorda, pa je bil po moči drugo moštvo, Maserati z novimi osem cilindričnimi 3,0L motorji ni mogel poseči v zmago, novi dirkalniki moštva Delahaye z motorji V12 pa so se izkazali za počasne, a zanesljive in prizanesljive do porabe goriva in obrabe pnevmatik. Auto Union je polagal večino svojih upov v zvezdnika Tazia Nuvolarija, ki se je pred kratkim pridružil moštvu, v katerem so dirkali še Hans Stuck, Hermann Paul Müller in Rudolf Hasse, med tem ko so bili Rudolf Caracciola, Hermann Lang, Walter Bäumer, Manfred von Brauchitsch in Richard Seaman na dirko prijavljeni s strani Mercedesa. Za moštvo Alfa Corse sta dirkala Giuseppe Farina in Clemente Biondetti, na dirko pa je bilo prijavljenih še več dirkačev manjših in privatnik moštev.

### Kvalifikacije
Na enem od prostih treningov je moštvo Mercedesa, ki se je temeljito pripravljalo na dirko, testiralo tudi kako hitro se lahko vozi dirkalnik v primeru predrte pnevmatike. S tem namenom sta Caracciola in von Brauchitsch odpeljala zelo počasen krog, v katerem sta vozila eden ob drugem in se ob tem celo pogovarjala. Von Brauchitsch se je s časom 9.48,4 le na 2,2 sekunde približal Rosemeyerjevemu rekordu dirkališča postavljenem še pod starimi pravili, kar je dokazovalo velik napredek dirkalnikov v le enem letu. Mercedesovi dirkači so osvojili prva štiri štartna mesta, drugi je bil Lang, tretji v svojem prvem nastopu v tej sezoni Seaman, četrti Caracciola, peti Nuvolari, nato pa so se do desetega štartnega mesta zvrstili še Hasse, Müller, Stuck, Farina in Biondetti.

### Dirka
Ob postavljanju dirkačev na štartno vrsto je bil Nuvolari deležen največjih ovacij s strani številnih gledalcev, kajti še so se spominjali njegove neverjetne zmage na dirki leta 1935. Štartni sistem luči je zatajil, tako da se na semaforju za rumeno ni prižgala zelena luč, dirkači pa so kar poljubno štartali. Povedel je Lang, sledila pa sta mu Nuvolari in Seaman, ki se je v ovinku Südkehre prebil na drugo mesto. V ovinku Karussel je bil Nuvolari že četrti, kajti prehitel ga je še Caracciola in poskrbel za trojno vodstvo Mercedes-Benza na začetku dirke. V ovinku Brünnchen je Nuvolari zletel s steze in trčil v ogrado. Sicer je še poskušal dirkati a ugotovil, da je dirkalnik preveč poškodovan. Po prvem krogu je imel Mercedes-Benz tako kar štirikratno vodstvo, še vedno pa je vodil Lang. Toda v tretjem krogu je moral zaradi težave s svečkami na postanek v bokse, po katerem je padel na sedmo mesto. Von Brauchitsch je s tem prevzel vodstvo, sledila pa sta mu Seaman in Caracciola, ki se je slabo počutil. 
NSKK Obergruppenführer Krauss je pri Alfredu Neubauerju zahteval varnostni pregled vseh dirkalnikov Mercedes-Benza, ker naj bi na dirkalna očala Nuvolarija škropilo olje iz dirkalnikov Neubauerjevega moštva. Neubauer je zahtevo zavrnil, ker bi uničila vse možnosti za zmago njegovega moštva. Med tem je na dirki v prvih krogih prišlo do velikega števila odstopov dirkačev, odstopili so že Berg, Comotti in de Graffenried, po treh krogih pa še Biondetti, Farina in Taruffi, tako da je moštvo Alfa Romeo že zaključilo z dirko. Neubauer je v bokse poklical Langa, čigar dirkalnik ni deloval najbolje, da bi priložnost dobil mladi Bäumer.
V sedmem krogu je 44-sekundi postanek za gorivo in nove zadnje pnevmatike opravil von Brauchitsch, tako da je vodstvo prevzel Seaman, toda le do svojega postanka v naslednjem krogu, po katerem je ponovno padel za nemškega dirkača. Med postankom se je von Brauchitsch pri šefu moštva Neubauerju pritožil, da ga Seaman želi ujeti in prehiteti, zato je dal Seamanu signal naj zadrži svoje mesto. V desetem krogu je odstopil Caracciola, ki ga je močno bolel trebuh, namesto njega je dirkalnik prevzel  Lang. Von Brauchitsch je dirkal na polno in napravil nekaj razlike do Seamana, ki se je odločil za tveganje z zgodnjim postankom brez menjave pnevmatik. 
Po enajstih krogih, na polovici dirke, je bil vrstni red von Brauchitsch, Seaman, Lang, Hasse, Stuck in Müller. Auto Unionu ni najbolje kazalo, zato so v bokse poklicali Müllerja, katerega dirkalnik je prevzel Nuvolari. V štirinajstem krogu je Arthur Hyde zapeljal v jarek in se resno poškodoval. V šestnajstem krogu pa je von Brauchitsch opravil svoj drugi postanek, trinajst sekund kasneje pa je na postanek zapeljal še Seaman. Mehanik, ki je v von Brauchitschov dirkalnik dolival gorivo, je natočil preveč goriva, ki se je razlil po dirkalniku in dirkaču ter se vnel. Von Brauchitsch je skočil iz dirkalnika, Seaman pa je prevzel vodstvo. Po tem ko so mehaniki pogasili goreč dirkalnik in celo Von Brauchitschevo obleko, je le-ta na prigovarjanje vodstva moštva ponovno sedel v dirkalnik in nadaljeval z dirko, toda le do ovinka Flugplats, kjer je pri hitrosti 200 km/h zletel s steze in odstopil. Von Brauchitsch je za nesrečo okrivil razrahljanje volanskega sistema, moštvo pa je bolj verjelo, da je dirkač sam storil napako.  
Preostanek dirke je minil brez incidentov z izjemo eksplozije naprave za gašenje s peno, ki je prekrila bližnje gledalce in bokse. Seaman je močno vodil pred Langom in uspel zmagati, Lang je v dirkalniku Caracciole ostal drugi, Stuck je osvojil tretje mesto, Nuvolari pa v Müllerjevem dirkalniku četrto. Uvrščeni so bili še René Dreyfus z Delahayem 145, Paul Pietsch z Maseratijem 6CM, Renato Balestrero in Pietro Ghersi z Alfo Romeo Tipo 308 ter deveto uvrščeni Franco Cortese z Maseratijem.

### Po dirki
Seaman je s tem postal prvi britanski dirkač, ki je zmagal dirki za Veliko nagrado po Henryju Segravu, ki je zmagal na dirki za Veliko nagrado San Sebastiána v sezoni 1924. Po dirki je Seaman izjavil: »Želim si le, da bi to dosegel z britanskim dirkalnikom.« Po dirki se je nadaljeval tudi incident med Obergruppenführerjem Kraussom in Neubauerjem. Prvi je drugega obtožil, da je poslal von Brauchitscha nazaj na stezo z zažganimi zavornimi dirki. Neubauer mu je odgovoril, da je Korpsführer (direktor dirke) Hühnlein sam želel, da bi von Brauchitsch nadaljeval z dirko, vseeno pa je bil Neubauer zelo na trnih, dokler niso pregledali zavornih diskov na raztreščenem von Brauchitschevem dirkalniku, ki niso bili vzrok nesreče.  

## Rezultati

### Štartna vrsta
| _______3_______ Seaman Mercedes-Benz 10:01,2 |                                               | _______2_______ Lang Mercedes-Benz 9:54,1 |                                                  | _______1_______ v. Brauchitsch Mercedes-Benz 9:48,4 |
|                                              | _______5_______ Nuvolari Auto Union 10:03,3   |                                           | _______4_______ Caracciola Mercedes-Benz 10:03,1 |                                                     |
| _______8_______ Stuck Auto Union 10:23,0     |                                               | _______7_______ Müller Auto Union 10:19,3 |                                                  | _______6_______ Hasse Auto Union 10:19,1            |
|                                              | _______10_______ Biondetti Alfa Romeo 10:50,0 |                                           | _______9_______ Farina Alfa Romeo 10:31,1        |                                                     |
| _______13_______ Pietsch Maserati            |                                               | _______12_______ Dreyfus Delahaye         |                                                  | _______11_______ Taruffi Alfa Romeo                 |
|                                              | _______15_______ Ghersi Alfa Romeo            |                                           | _______14_______ Hyde Maserati                   |                                                     |
| _______18_______ Berg Maserati               |                                               | _______17_______ Lang Mercedes-Benz       |                                                  | _______16_______ Balestrero Alfa Romeo              |
|                                              | _______20_______ de Graffenried Maserati      |                                           | _______19_______ Comotti Delahaye                |                                                     |

### Dirka
| Poz | Št | Dirkač                  | Moštvo              | Dirkalnik           | Krogi | Čas/Odstop        | Št. m. | Toč |
| --- | -- | ----------------------- | ------------------- | ------------------- | ----- | ----------------- | ------ | --- |
| 1   | 16 | Richard Seaman          | Daimler-Benz AG     | Mercedes-Benz W154  | 22    | 3:51:46,1         | 3      | 1   |
| 2   | 10 | Rudolf Caracciola       | Daimler-Benz AG     | Mercedes-Benz W154  | 22    | + 4:20,0          | 4      | 2   |
| 2   | 10 | Hermann Lang            | Daimler-Benz AG     | Mercedes-Benz W154  | 22    | + 4:20,0          | 4      | -   |
| 3   | 4  | Hans Stuck              | Auto Union          | Auto Union D        | 22    | + 8:56,2          | 8      | 3   |
| 4   | 8  | Hermann Paul Müller     | Auto Union          | Auto Union C/D      | 22    | + 9:33,0          | 7      | 4   |
| 4   | 8  | Tazio Nuvolari          | Auto Union          | Auto Union C/D      | 22    | + 9:33,0          | 7      | -   |
| 5   | 20 | René Dreyfus            | Ecurie Bleue        | Delahaye 145        | 21    | +1 krog           | 12     | 4   |
| 6   | 40 | Paul Pietsch            | Privatnik           | Maserati 6CM        | 20    | +2 kroga          | 13     | 4   |
| 7   | 42 | Renato Balestrero       | Privatnik           | Alfa Romeo Tipo 308 |       |                   | 16     | 4   |
| 8   | 30 | Pietro Ghersi           | Scuderia Torino     | Alfa Romeo Tipo 308 |       |                   | 15     | 4   |
| 9   | 44 | Franco Cortese          | Scuderia Ambrosiana | Maserati            |       |                   | 17     | 4   |
| Ods | 6  | Rudolf Hasse            | Auto Union          | Auto Union C/D      | 15    | Motor             | 6      | 5   |
| Ods | 14 | Hermann Lang            | Daimler-Benz AG     | Mercedes-Benz W154  | 15    | Motor             | 2      | 5   |
| Ods | 14 | Walter Bäumer           | Daimler-Benz AG     | Mercedes-Benz W154  | 15    | Motor             | 2      | -   |
| Ods | 12 | Manfred von Brauchitsch | Daimler-Benz AG     | Mercedes-Benz W154  | 15    | Trčenje           | 1      | 5   |
| Ods | 36 | Arthur Hyde             | Privatnik           | Maserati 8CM        | 14    | Trčenje           | 14     | 5   |
| Ods | 32 | Toulo de Graffenried    | Privatnik           | Maserati            | 3     | Prenos            | 20     | 7   |
| Ods | 24 | Giuseppe Farina         | Alfa Corse          | Alfa Romeo Tipo 312 | 2     |                   | 9      | 7   |
| Ods | 28 | Piero Taruffi           | Scuderia Torino     | Alfa Romeo Tipo 308 | 2     | Trčenje           | 11     | 7   |
| Ods | 2  | Tazio Nuvolari          | Auto Union          | Auto Union D        | 2     | Trčenje           | 5      | 7   |
| Ods | 26 | Clemente Biondetti      | Alfa Corse          | Alfa Romeo Tipo 312 | 1     | Trčenje           | 10     | 7   |
| Ods | 22 | Franco Comotti          | Ecurie Bleue        | Delahaye 145        | 1     | Menjalnik         | 19     | 7   |
| Ods | 38 | Herbert Berg            | Ecurie Helvetia     | Maserati            | 1     | Črpalka za gorivo | 18     | 7   |
| DNS | 14 | Louis Chiron            | Daimler-Benz AG     | Mercedes-Benz W154  |       | Rezervni dirkač   |        | 8   |
| DNS | 18 | Walter Bäumer           | Daimler-Benz AG     | Mercedes-Benz W154  |       | Rezervni dirkač   |        | 8   |
| DNS | 18 | Heinz Brendel           | Daimler-Benz AG     | Mercedes-Benz W154  |       | Rezervni dirkač   |        | 8   |
| DNS | 18 | Hans Hartmann           | Daimler-Benz AG     | Mercedes-Benz W154  |       | Rezervni dirkač   |        | 8   |
| DNS | 34 | Ernő Festetics          | Privatnik           | Alfa Romeo P3       |       |                   |        | 8   |
| DNS |    | Christian Kautz         | Auto Union          | Auto Union D        |       | Rezervni dirkač   |        | 8   |
| DNS |    | Ulrich Bigalke          | Auto Union          | Auto Union D        |       | Rezervni dirkač   |        | 8   |
| DNS |    | Carlo Maria Pintacuda   | Scuderia Torino     | Alfa Romeo Tipo 308 |       | Rezervni dirkač   |        | 8   |